# Lazna
Lazna – wieś w Słowenii, w gminie miejskiej Nova Gorica. W 2018 roku liczyła 9 mieszkańców. 